# 풍나무속
풍나무속(Liquidambar)은 알팅기아과에 속하는 식물의 한 속으로 15종이 속해있다. 과거에는 조록나무과의 하나로 분류되어 있었다. 동남아 및 동아시아, 서남아시아 및 북아메리카가 원산이다. 갈잎나무이며 조경수 및 임업용으로 쓰인다.

## 어원
학명 및 영칭은 나무의 줄기를 잘랐을 때 향기를 풍기며 흘러내리는 '달콤한 수지성 식물 수액'(액체 호박석)에서 왔다.

## 특징

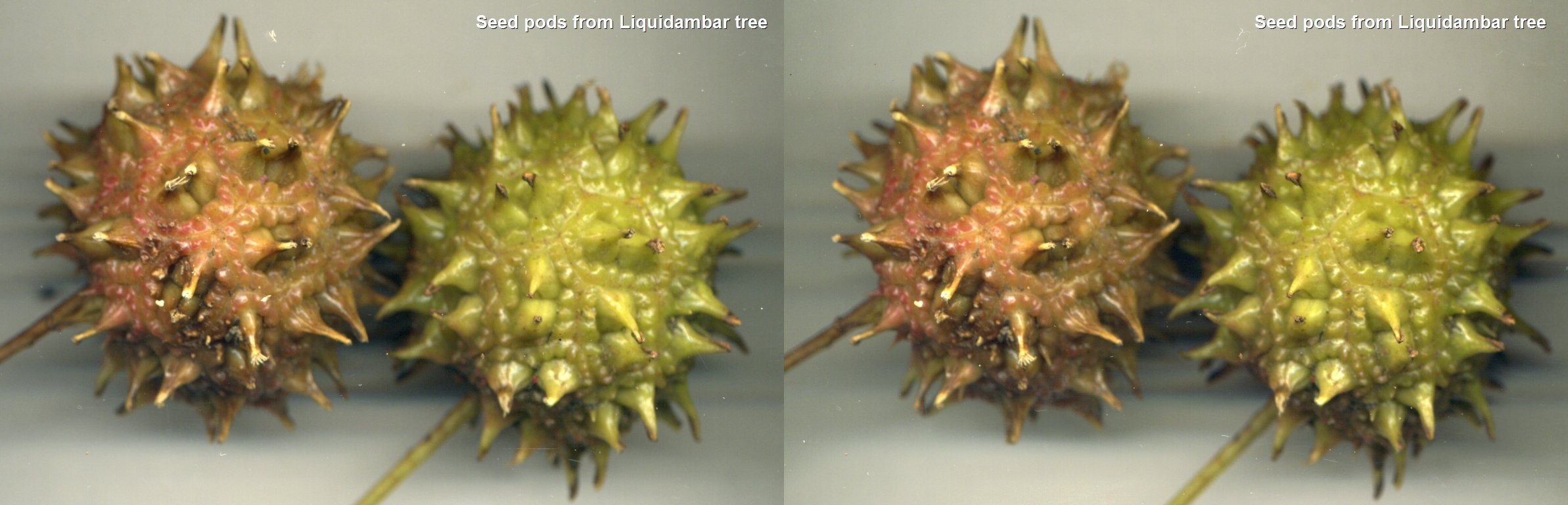
열매

나무의 크기가 25–40 m (82–131 ft)에 달하는 갈잎큰키나무로, 부서지면 달콤한 향내가 나는 12.5 to 20 센티미터 (4.9 to 7.9 in) 길이의 줄기 위로 3~7갈래로 나눠지는 장상맥의 잎들이 어긋나기식으로 달린다. 단풍이 들 때에 밝은 빨강, 주황, 노랑, 보라색으로 변한다. 성숙한 나무껍질은 색이 회색빛으로 변하며 홈이 수직으로 파인다. 꽃은 작으며, 3–7 센티미터 (1.2–2.8 in) 길이의 줄기에 매달린 직경 1–2 센티미터 (0.39–0.79 in)의 빽빽한 구 모양 꽃차례가 열린다. 열매는 목질의 삭과로 직경 2–4 센티미터 (0.79–1.57 in)에 수많은 씨앗이 담겨있고, 동물의 털에 붙어있기 위해 수많은 가시가 있는 목조(경재)로 덮여 있다.

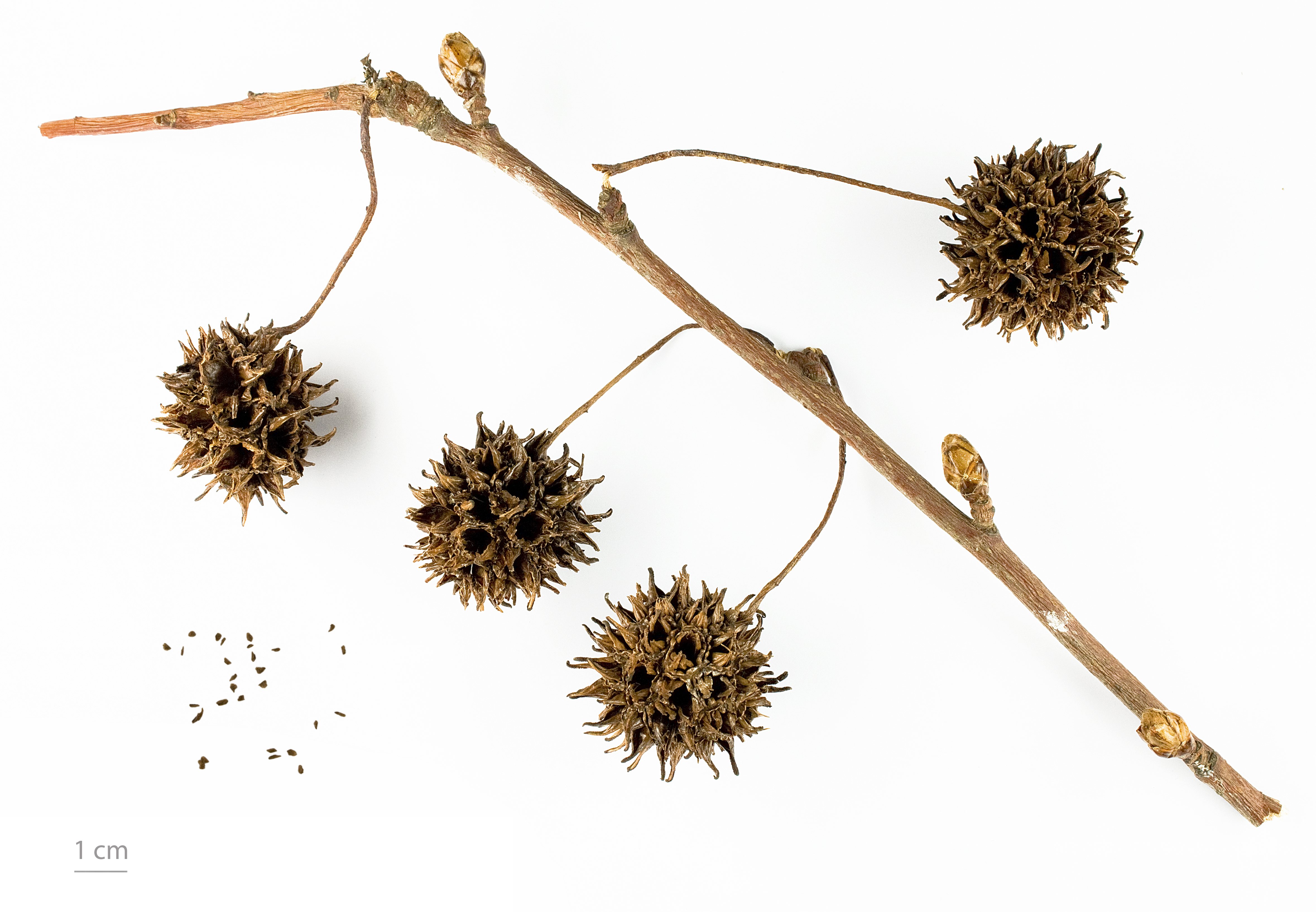
줄기에 달린 미국풍나무 열매와 그 옆의 씨앗들.

고위도 지역에서 풍나무속은 봄에 잎이 나는 최후의 나무들 중 하나이며, 색이 여러 가지로 변하는 가을에 잎이 떨어지는 최후의 나무들 중 하나이기도 하다. 잎의 가을 색상은 밤에 추운 곳에서는 가장 밝지만, 일부 품종은 색이 따뜻한 기후에 잘 어울린다.

## 분포
이 속에 속한 종들은 동남아시아와 동아시아, 지중해 서부, 북아메리카 동부가 원산지이다. 해당 국가 및 지역은 다음과 같다. 인도네시아(누사텡가라, 자바, 수마트라)•말레이시아(말레이시아 반도)•태국•캄보디아•베트남•중국(티베트, 푸젠성, 구이저우성, 하이난성, 윈난성, 저장성 포함)•대만•대한민국•라오스•미얀마•부탄•터키•그리스(로도스)•니카라과•온두라스•엘살바도르•과테말라•벨리즈•멕시코•미국 동부(텍사스주~코네티컷주). 재배 품종에 한해 전세계의 온대 및 아열대 기후에서 볼 수 있다.

## 쓰임새
나무는 가구, 인테리어 마감재, 종이 펄프, 화장판, 다용도 바구니 등으로 사용된다. 이 나무의 목재 중 심재는 주로 가구로 사용되지만 때때로 마호가니 또는 호두나무 목재의 대용으로 쓰이기도 한다. 오늘날 플레이크 및 배향성 스트랜드보드로 폭넓게 쓰이기도 한다. 풍나무속은 다양한 애벌레들의 먹이식물이다. 미국풍나무는 자연서식지 및 기타 지역에 조경수로 많이 심어져 있다.
예를 들어 미국풍나무(Liquidambar styraciflua)의 상처에서 분비되는 굳은 수액 또는 검 수지는 씹는 껌처럼 씹을 수 있으며 오랫동안 미국 남부에서 이러한 목적으로 사용되어 왔다. 수액은 또한 좌골신경통, 신경쇠약 등을 치료하는 데 효과적인 것으로 여겨졌다.
상복부 팽창이나 복통, 빈혈, 불규칙하거나 적은 월경, 요추나 무릎 통증과 뻣뻣함, 배뇨곤란을 동반한 부종, 코막힘 등을 치료하는 처방에 들어가는 성분이라고 한다.
가을철에 나무는 수백 개의 딱딱하고 뾰족한 열매들을 떨어뜨리는데, 이는 보도와 잔디밭에 심각한 골칫거리가 될 수 있다. 일부 미국 도시에서는 미국풍나무 제거 허가를 신속히 처리했다.
루이지애나의 민속설화에 따르면, 이 나무로 만든 날카로운 막대기로 사람과 악어의 잡종인 '팔랑구아'라는 괴물을 다치게 할 수 있다고 한다.

## 사진첩

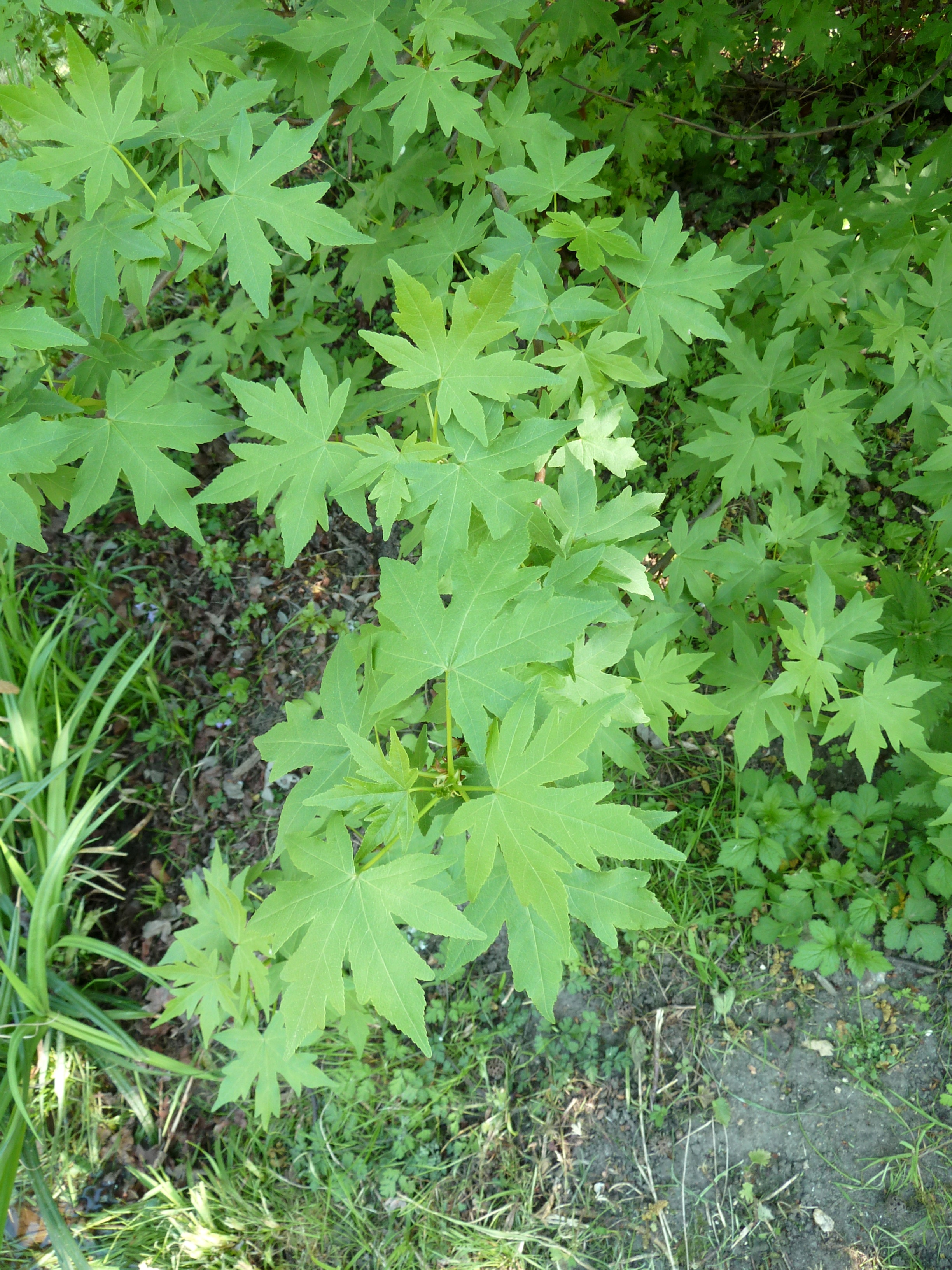
동방풍나무의 잎
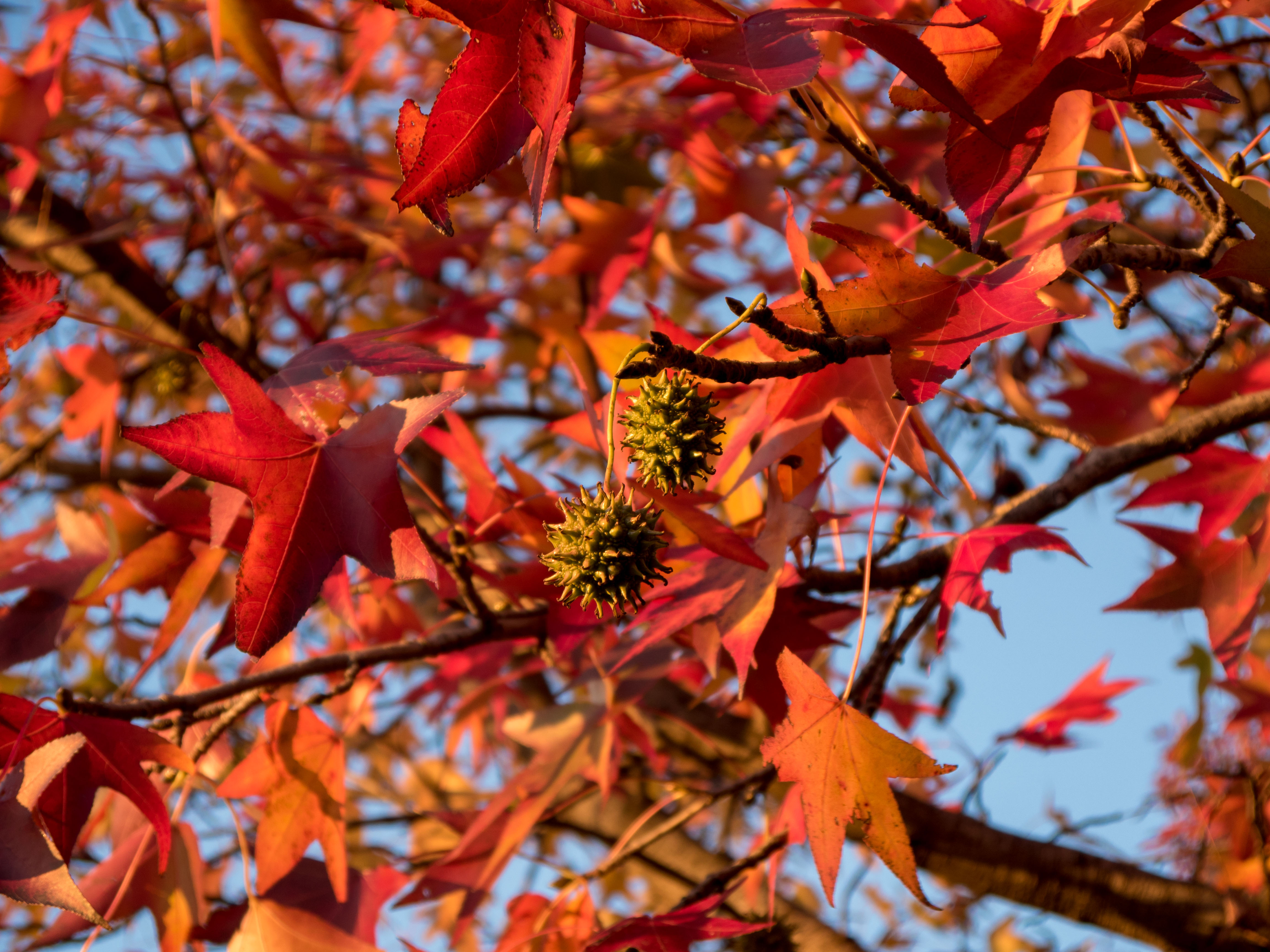
가을 잎과 꼬투리(뉴욕 브루클린)
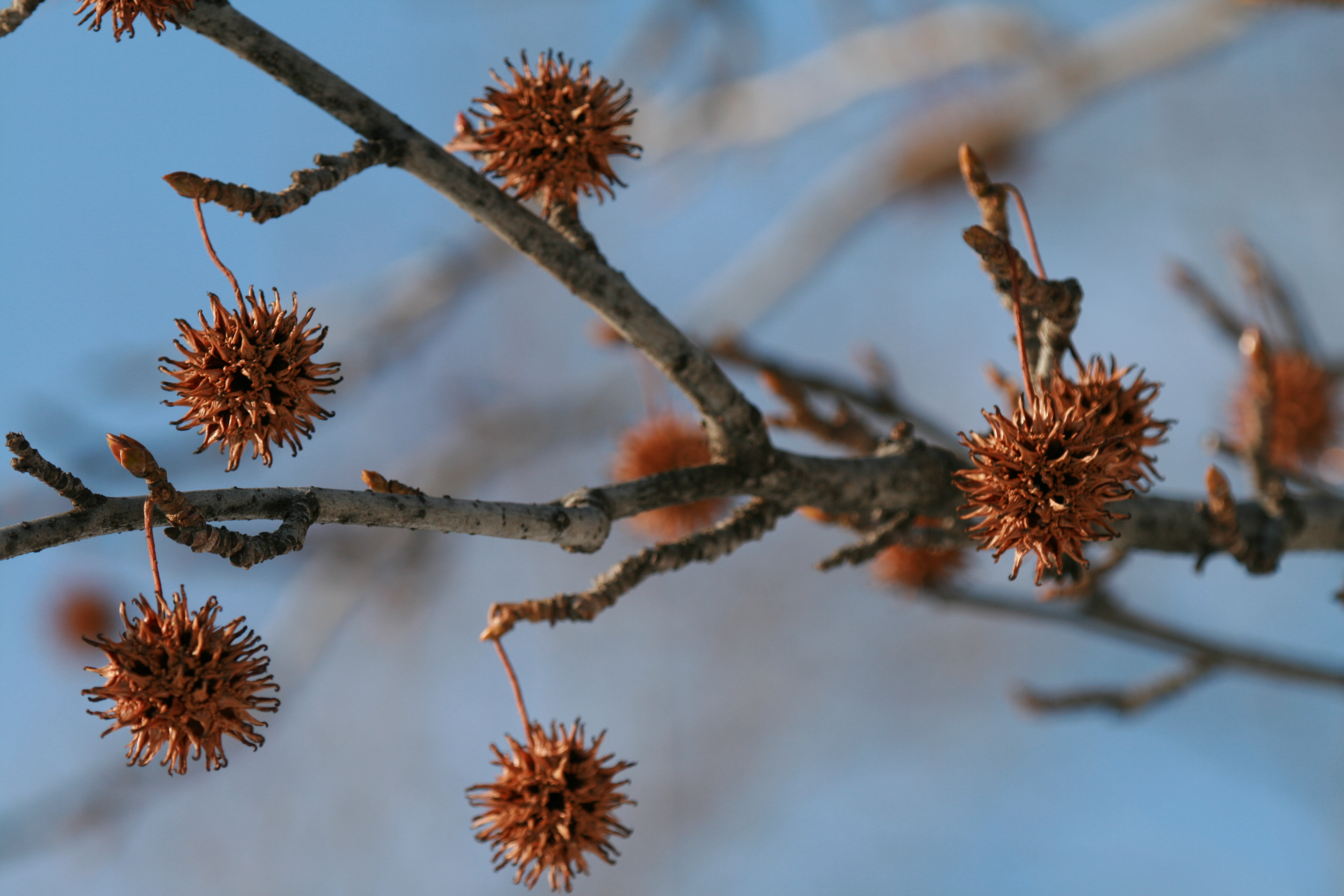
겨울의 꼬투리(미시간주)
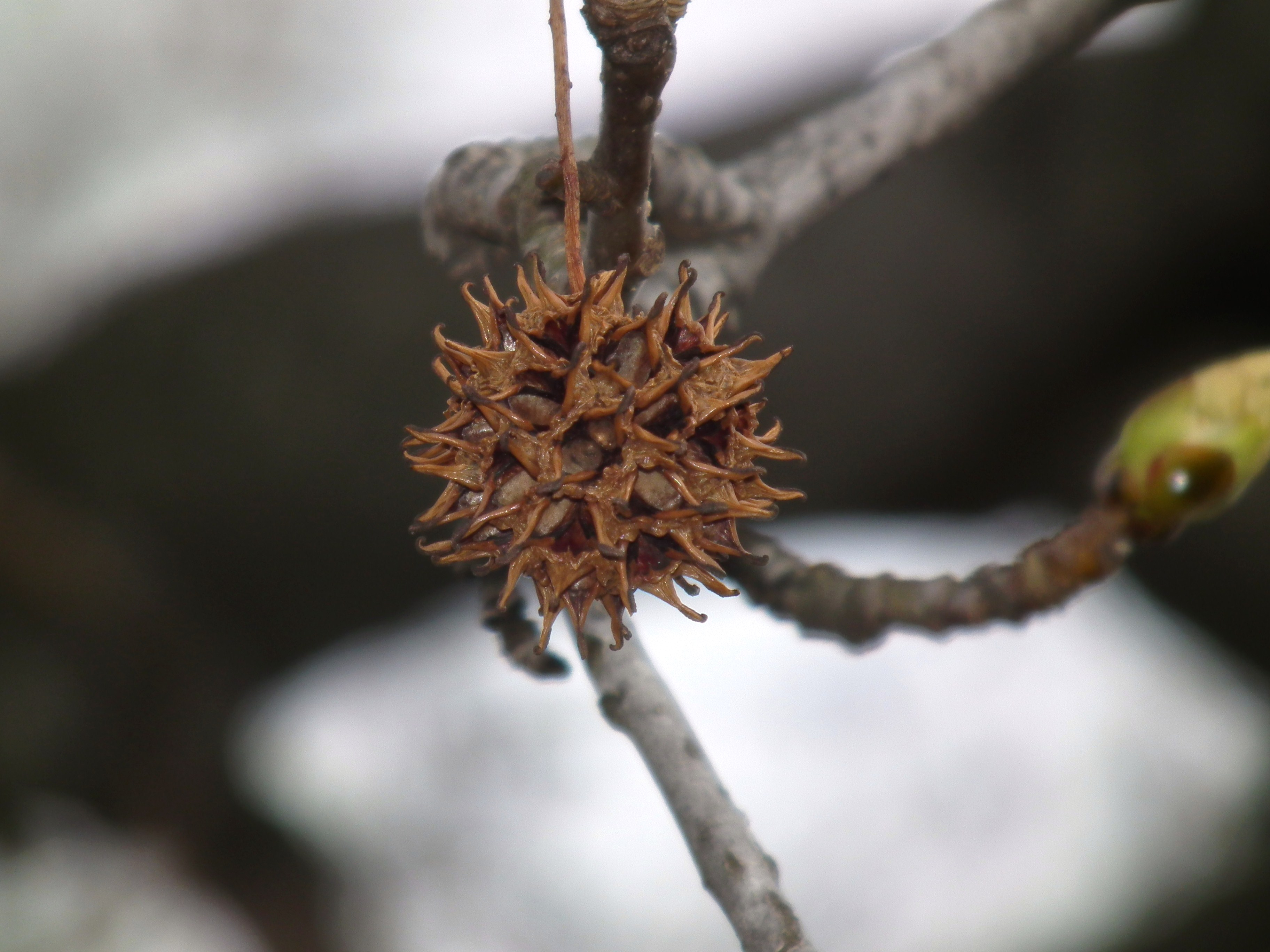
풍나무류의 열매를 확대한 모습.

## 하위 종
- 풍나무
- 터키풍나무
- 미국풍나무
- 창풍나무